# Magallanes, Sorsogon
Magallanes là một đô thị hạng 4 ở tỉnh Sorsogon, Philippines. Thông tin điều tra dân số năm 2010, đô thị này có dân số 35.443 người.

## Barangay
Magallanes được chia thành 34 barangay.
- Aguada Norte
- Aguada Sur
- Anibong
- Bacalon
- Bacolod
- Banacud
- Biga
- Behia
- Binisitahan del Norte
- Binisitahan del Sur
- Biton
- Bulala
- Busay
- Caditaan
- Cagbolo
- Cagtalaba
- Cawit Extension
- Cawit Proper
- Ginangra
- Hubo
- Incarizan
- Lapinig
- Magsaysay
- Malbog
- Pantalan
- Pawik
- Pili
- Poblacion
- Salvacion
- Santa Elena
- Siuton
- Tagas
- Tulatula Norte
- Tulatula Sur